# Municipio de Dublin (condado de Huntingdon)
El municipio de Dublin (en inglés: Dublin Township) es un municipio ubicado en el condado de Huntingdon en el estado estadounidense de Pensilvania. En el año 2000 tenía una población de 1.280 habitantes y una densidad poblacional de 13.5 personas por km².

## Geografía
El municipio de Dublin se encuentra ubicado en las coordenadas 40°06′00″N 77°51′59″O / 40.10000, -77.86639.

## Demografía
Según la Oficina del Censo en 2000 los ingresos medios por hogar en la localidad eran de $35,703 y los ingresos medios por familia eran de $38,750. Los hombres tenían unos ingresos medios de $30,865 frente a los $21,618 para las mujeres. La renta per cápita de la localidad era de $18,592. Alrededor del 8,8% de la población estaba por debajo del umbral de pobreza.